# Speedy Gonzales
Speedy Gonzales er en figur skabt af Warner Brothers.
Figuren er, efter hvad dens venner konstant siger, "Den hurtigste mus, i hele Mexico". Oprindeligt talte Speedy med mexicansk accent. Det blev dog forbudt, da man mente, at han gjorde grin med mexicanerne.[kilde mangler]